# عرب المكسيك
هم مواطنون مكسيكيون من أصول عربية، لقد بدأت الهجرات العربية منذ أوائل القرن التاسع عشر واستمرت في القرن العشرين، معظم هؤلاء العرب من لبنان، سوريا، فلسطين، والعراق، ويتواجدون بأعداد كبيرة في ولاية بويبلا.
لقد أثرت الهجرات العربية على الثقافة المكسيكية، ولا سيما في الغذاء، فتعرفوا على الكبة والتبولة، وحتى قاموا بابتكار بعض الوجبات لكن على الطريقة العربية، وهذا ما أدى إلى اندماج وانصهار المأكولات العربية واللاتينية، وأيضا قد كان هذا التأثير قوي بشكل ملحوظ في مطبخ ولاية يوكاتان المكسيكية.
لقد كان التمركز الثاني لعرب المكسيك في ولاية باجا كاليفورنيا التي تقابل الحدود الأمريكية المكسيكية، وخصوصا مدينة ميكسي كالي في إمبيريال فالي الأمريكية المكسيكية، وأيضا مدينة تيهوانا عبورا بمدينة سان دييغو الأمريكية التي تحتوي على 280,000 من العرب الأمريكان، وبعض هذه العوائل الأمريكية ذو الأصول العربية لديهم أقارب في المكسيك.
بغض النظر عن ألقاب العوائل سواء كانت عربية أو إسبانية فإن عرب المكسيك يعتبرون من إسبانيو المكسيك لأن الكثير من الإسبان لديهم دماء عربية مع أنهم ينتمون للديانة المسيحية.
بالنسبة للجانب الديني، فإن غالبية عرب المكسيك يتبعون الديانة المسيحية التي تنتمي إلى الطائفة الكاثوليكة، وطائفة الأرثوذكس الشرقية، والكنائس الكاثوليكية الشرقية، والباقي منهم مسلمون وفئة قليلة جدا منهم من يهود العرب، أنظر إلى (يهود سوريا ويهود فلسطين).

## عرب المكسيك البارزون
- كارلوس سليم حلو، رجل أعمال من أصل لبناني.
- كابولينا، ممثل. Capulina
- سلمى حايك، ممثلة من أصل لبناني.
- يزبك، ممثل. ماوريسيو غارسيس
- جوسيه قصاب، José Murat Casab سياسي وعضو في الحزب الثوري المؤسساتي، أيضا قد كان حاكم ولاية اواكساكا المكسيكية من أصل عراقي.
- محمد عبد الله يوسف، لاعب كرة قدم. Mohammed Yussuf من أصل عراقي.
- فيكتور نصيف، نائب رئيس حالي في إحدى الشركات. Victor Nacif من أصل عراقي.

## أنظر إلى
- الشتات العربي.
- عرب البرازيل.
- الهجرة إلى الكسيك. Immigration to Mexico

## وصلات خارجية
- الغرفة العربية المكسيكية للصناعة والتجارة http://www.camic.org/